# Prado (Muiños)
Prado (llamada oficialmente San Salvador de Prado de Limia) es una parroquia y un lugar del municipio español de Muiños, en la provincia de Orense, Galicia.

## Toponimia
La parroquia también es conocida por el nombre de San Salvador de Prado.

## Organización territorial
La parroquia está formada por cuatro entidades de población, constando tres de ellas en el nomenclátor del Instituto Nacional de Estadística español:
- Albite
- Prado
- Reparade
- O Salgueiro

## Demografía

### Parroquia
| Gráfica de evolución demográfica de Prado (parroquia) entre 2000 y 2022 |
|                                                                         |
| Datos según el nomenclátor publicado por el INE.                        |

### Lugar
| Gráfica de evolución demográfica de Prado (lugar) entre 2000 y 2022 |
|                                                                     |
| Datos según el nomenclátor publicado por el INE.                    |